# Małgorzata Gosiewska
Małgorzata Maria Gosiewska z domu Kierat (ur. 22 lipca 1966 w Gdańsku) – polska polityk i urzędniczka samorządowa, posłanka na Sejm V, VII, VIII, IX i X kadencji (2005–2007, 2011–2024), wicemarszałek Sejmu VIII i IX kadencji (2019–2023), posłanka do Parlamentu Europejskiego X kadencji (od 2024).

## Życiorys
Ukończyła liceum ogólnokształcące w Czersku. Od 1990 do 1991 pracowała jako starszy referent w Komisji Krajowej NSZZ „Solidarność”. W latach 1992–1993 była zatrudniona w biurze poselskim Jarosława Kaczyńskiego. Od 1993 do 1995 pełniła funkcję pełnomocnika zarządu Fundacji na rzecz Polskich Związków Kredytowych w Gdyni. W latach 1996–1997 pracowała na stanowisku ekonomisty w Hucie LW. W latach 1996–2000 była prezesem zarządu przedsiębiorstwa Bielańska SKOK. W 1998 była księgową w biurze poselskim Ludwika Dorna. W 2000 pracowała jako inspektor w biurze ds. ochrony informacji niejawnych Mazowieckiego Urzędu Wojewódzkiego. Od 2001 do 2003 pełniła funkcję zastępcy dyrektora Klubu Parlamentarnego PiS. Od 2003 do 2004 pracowała w Urzędzie Marszałkowskim Województwa Mazowieckiego jako p.o. kierownika wydziału. W latach 2004–2005 była zastępcą burmistrza dzielnicy Warszawa-Ursus. W 2010 została prezesem Fundacji Nasza Solidarność.
W latach 1991–2001 należała do Porozumienia Centrum. W 2001 podjęła działalność w Prawie i Sprawiedliwości, weszła w skład władz krajowych i regionalnych partii. W latach 1998–2002 zasiadała w radzie gminy Warszawa-Bielany (z listy Akcji Wyborczej Solidarność), a w 2002 została wybrana na radną Warszawy.
W wyborach w 2005 z listy PiS uzyskała mandat posła w okręgu warszawskim. W wyborach w 2007 bez powodzenia ubiegała się o reelekcję. Została następnie zatrudniona w Kancelarii Prezydenta RP. W wyborach samorządowych w 2010 uzyskała mandat radnej sejmiku mazowieckiego. W wyniku wyborów w 2011 powróciła do Sejmu jako posłanka VII kadencji. Była także kandydatką PiS w wyborach do Parlamentu Europejskiego w 2014.
W 2015 z powodzeniem ubiegała się o poselską reelekcję (dostała 13 976 głosów). 12 czerwca 2019 została wybrana na wicemarszałka Sejmu VIII kadencji. W wyborach w 2019 utrzymała mandat poselski na kolejną kadencję, otrzymując 12 693 głosy. 12 listopada tegoż roku wybrano ją na wicemarszałka Sejmu IX kadencji.
W lutym 2021 została zastępczynią przewodniczącego Rady Programowej Polskiego Radia. W 2023 została wybrana do Sejmu X kadencji, zdobywając 36 523 głosy. W wyborach w 2024 została wybrana na eurodeputowaną X kadencji, kandydując w okręgu nr 4 i otrzymując 99 286 głosów. W Europarlamencie zasiadła w Komisji Rozwoju oraz Podkomisji Praw Człowieka. Weszła w skład komitetu politycznego PiS.

## Wyniki w wyborach ogólnopolskich
| Wybory | Komitet wyborczy                   | Komitet wyborczy       | Organ           | Okręg          | Wynik        |
| ------ | ---------------------------------- | ---------------------- | --------------- | -------------- | ------------ |
| 2005   |                                    | Prawo i Sprawiedliwość | Sejm V kadencji | nr 19          | 4251 (0,56%) |
| 2007   | Sejm VI kadencji                   | Prawo i Sprawiedliwość | 1776 (0,15%)    | nr 19          |              |
| 2011   | Sejm VII kadencji                  | Prawo i Sprawiedliwość | 8129 (0,80%)    | nr 19          |              |
| 2014   | Parlament Europejski VIII kadencji | Prawo i Sprawiedliwość | nr 5            | 25 426 (6,49%) |              |
| 2015   | Sejm VIII kadencji                 | Prawo i Sprawiedliwość | nr 19           | 13 976 (1,28%) |              |
| 2019   | Sejm IX kadencji                   | Prawo i Sprawiedliwość | nr 19           | 12 693 (0,92%) |              |
| 2023   | Sejm X kadencji                    | Prawo i Sprawiedliwość | nr 19           | 36 523 (2,13%) |              |
| 2024   | Parlament Europejski X kadencji    | Prawo i Sprawiedliwość | nr 4            | 99 286 (7,61%) |              |

## Odznaczenia
- Order Księżnej Olgi III klasy – Ukraina, 2020[18]
- Medal Honoru – Gruzja, 2011[19][20]

## Życie prywatne
Była pierwszą żoną Przemysława Gosiewskiego, którego poślubiła w 1990; ma z nim syna Eryka. W 1991 małżonkowie wstąpili do partii Porozumienie Centrum i przeprowadzili się z Gdańska do Warszawy.